# Wijken en buurten in Roosendaal
De Nederlandse gemeente Roosendaal is voor statistische doeleinden onderverdeeld in wijken en buurten. De gemeente is verdeeld in de volgende statistische wijken:
- Wijk 00 Centrum (CBS-wijkcode:167400)
- Wijk 01 Oost (CBS-wijkcode:167401)
- Wijk 02 Noord (CBS-wijkcode:167402)
- Wijk 03 West (CBS-wijkcode:167403)
- Wijk 04 Groot Kroeven (CBS-wijkcode:167404)
- Wijk 05 Langdonk (CBS-wijkcode:167405)
- Wijk 06 Kortendijk (CBS-wijkcode:167406)
- Wijk 07 Tolberg (CBS-wijkcode:167407)
- Wijk 08 Industriegebieden (CBS-wijkcode:167408)
- Wijk 10 Nispen (CBS-wijkcode:167410)
- Wijk 11 Wouw (CBS-wijkcode:167411)
- Wijk 12 Heerle (CBS-wijkcode:167412)
- Wijk 13 Moerstraten (CBS-wijkcode:167413)
- Wijk 14 Wouwse Plantage (CBS-wijkcode:167414)

Een statistische wijk kan bestaan uit meerdere buurten. Onderstaande tabel geeft de buurtindeling met kentallen volgens het Centraal Bureau voor de Statistiek (2008):
| CBS-buurtcode | Buurtnaam                             | Inwonertal | Opp. totaal (ha) | Opp. land (ha) | Ligging                |
| ------------- | ------------------------------------- | ---------- | ---------------- | -------------- | ---------------------- |
| BU16740000    | Centrum-Oud                           | 2940       | 45               | 45             | Locatie in de gemeente |
| BU16740001    | Centrum-Nieuw                         | 1030       | 28               | 28             | Locatie in de gemeente |
| BU16740002    | Stationsbuurt                         | 930        | 28               | 28             | Locatie in de gemeente |
| BU16740003    | Vrouwenhof                            | 750        | 34               | 34             | Locatie in de gemeente |
| BU16740100    | Sint Josephbuurt                      | 1830       | 20               | 20             | Locatie in de gemeente |
| BU16740101    | Fatima-Villapark                      | 2220       | 65               | 65             | Locatie in de gemeente |
| BU16740102    | Keijenburg                            | 1920       | 41               | 41             | Locatie in de gemeente |
| BU16740200    | Parklaan-Hoogstraat                   | 1660       | 46               | 46             | Locatie in de gemeente |
| BU16740201    | Spoorstraat-Van Coothlaan             | 1750       | 36               | 36             | Locatie in de gemeente |
| BU16740202    | Kalsdonk                              | 3720       | 51               | 51             | Locatie in de gemeente |
| BU16740209    | Nieuwenberg                           | 290        | 214              | 213            | Locatie in de gemeente |
| BU16740300    | Heerma van Vossstraat-Molenbeek       | 1460       | 40               | 40             | Locatie in de gemeente |
| BU16740301    | Herreweg                              | 970        | 15               | 15             | Locatie in de gemeente |
| BU16740302    | Ettingen                              | 2110       | 39               | 39             | Locatie in de gemeente |
| BU16740303    | Scherpdeel                            | 2140       | 38               | 38             | Locatie in de gemeente |
| BU16740309    | Vroenhout                             | 350        | 895              | 867            | Locatie in de gemeente |
| BU16740400    | Kroeven-Noordwest                     | 1100       | 24               | 23             | Locatie in de gemeente |
| BU16740401    | Kroeven-Noordoost                     | 1450       | 42               | 42             | Locatie in de gemeente |
| BU16740402    | Kroeven-Zuidwest                      | 1810       | 33               | 32             | Locatie in de gemeente |
| BU16740403    | Kroeven-Zuidoost                      | 2120       | 37               | 37             | Locatie in de gemeente |
| BU16740404    | Minnebeek-Watermolen                  | 3080       | 54               | 53             | Locatie in de gemeente |
| BU16740405    | De Krogten                            | 1280       | 26               | 25             | Locatie in de gemeente |
| BU16740409    | Borteldonk                            | 210        | 439              | 437            | Locatie in de gemeente |
| BU16740500    | Bovendonk                             | 970        | 39               | 39             | Locatie in de gemeente |
| BU16740501    | Langdonk-West                         | 1760       | 38               | 38             | Locatie in de gemeente |
| BU16740502    | Langdonk-Oost                         | 2190       | 59               | 59             | Locatie in de gemeente |
| BU16740509    | Vierhoeven                            | 70         | 271              | 271            | Locatie in de gemeente |
| BU16740600    | Kortendijk A                          | 4730       | 131              | 131            | Locatie in de gemeente |
| BU16740601    | Kortendijk C                          | 3460       | 76               | 74             | Locatie in de gemeente |
| BU16740602    | Kortendijk L                          | 2590       | 50               | 50             | Locatie in de gemeente |
| BU16740603    | Landerije                             | 550        | 40               | 40             | Locatie in de gemeente |
| BU16740609    | Bakkersberg-Langendijk                | 100        | 273              | 273            | Locatie in de gemeente |
| BU16740700    | Hulsdonk                              | 1030       | 58               | 58             | Locatie in de gemeente |
| BU16740701    | Tolberg-Oost                          | 3010       | 50               | 50             | Locatie in de gemeente |
| BU16740702    | Tolberg-Centrum                       | 3550       | 72               | 71             | Locatie in de gemeente |
| BU16740703    | Tolberg-West                          | 3060       | 53               | 49             | Locatie in de gemeente |
| BU16740705    | Weihoek-Oost                          | 2160       | 55               | 52             | Locatie in de gemeente |
| BU16740706    | Weihoek-West                          | 0          | 54               | 53             | Locatie in de gemeente |
| BU16740709    | Haiink                                | 200        | 520              | 520            | Locatie in de gemeente |
| BU16740800    | Borchwerf-Noord                       | 140        | 382              | 368            | Locatie in de gemeente |
| BU16740801    | Borchwerf-Zuid                        | 60         | 44               | 44             | Locatie in de gemeente |
| BU16740802    | Majoppeveld-Noord                     | 90         | 112              | 112            | Locatie in de gemeente |
| BU16740803    | Majoppeveld-Zuid                      | 180        | 170              | 170            | Locatie in de gemeente |
| BU16740804    | Vijfhuizenberg                        | 220        | 28               | 28             | Locatie in de gemeente |
| BU16741000    | Nispen                                | 1150       | 166              | 166            | Locatie in de gemeente |
| BU16741009    | Verspreide huizen Nispen              | 280        | 833              | 833            | Locatie in de gemeente |
| BU16741100    | Wouw                                  | 4680       | 285              | 285            | Locatie in de gemeente |
| BU16741108    | Verspreide huizen Wouw in het Noorden | 140        | 432              | 432            | Locatie in de gemeente |
| BU16741109    | Verspreide huizen Wouw in het Zuiden  | 50         | 165              | 165            | Locatie in de gemeente |
| BU16741200    | Heerle                                | 1400       | 145              | 145            | Locatie in de gemeente |
| BU16741209    | Verspreide huizen Heerle              | 490        | 703              | 703            | Locatie in de gemeente |
| BU16741300    | Moerstraten                           | 380        | 75               | 75             | Locatie in de gemeente |
| BU16741309    | Verspreide huizen Moerstraten         | 270        | 702              | 690            | Locatie in de gemeente |
| BU16741400    | Wouwse Plantage                       | 580        | 47               | 47             | Locatie in de gemeente |
| BU16741409    | Verspreide huizen Wouwse Plantage     | 620        | 2302             | 2302           | Locatie in de gemeente |